# Conure soleil
Aratinga solstitialis
Espèce
Statut de conservation UICN

 EN C2a(ii) : En danger
Statut CITES
La Conure soleil (Aratinga solstitialis) est une espèce d'oiseaux de la famille des Psittacidae. Elle présente un plumage jaune d'or.

## Description
Bien que son plumage soit à dominante jaune, la conure soleil arbore également d'autres couleurs : nuance orange au niveau de la face et du ventre, couvertures primaires et secondaires vertes, tout comme les rémiges aux extrémités bleues. Les iris sont marron, les cercles oculaires, le bec et les pattes noirs. Elle peut avoir un plumage rougeâtre  qui  est rare et qui est plus cher au marché. La conure soleil crie et peut dire quelques mots selon son intérêt pour la parole[Quoi ?].

## Taille
Cette espèce mesure environ 30 cm.

## Jeune
Les jeunes présentent une coloration jaune verdâtre avec de nettes traces orangées au niveau de la face et du ventre.

## Habitat
La conure soleil peuple les forêts secondaires très ouvertes, les savanes arborées et les palmeraies.

## Alimentation
Comme les autres conures, cet oiseau consomme des fruits, des noix et des graines mais il ingère également des fleurs.

## Reproduction
La Conure soleil nidifie aussi bien en couple qu'en colonie. Dans ce dernier cas, la reproduction est coopérative, les adultes nourrissant leurs propres jeunes mais également ceux des autres couples lorsqu'ils ont quitté les nids. La femelle pond entre 3 et 6 œufs. L'incubation dure 27 jours. Elle est assurée par la femelle. Les jeunes s'envolent vers l'âge de 8 semaines. Après leur départ du nid, les parents continuent à les nourrir, les jeunes apprécient de passer la nuit dans leur nichoir d'origine.

## Répartition
La conure soleil se trouve en Amérique du Sud au nord-ouest du Brésil, en Guyane et aussi au sud-est du Venezuela.

## Captivité
La conure soleil, par sa couleur très attirante, est l'espèce du genre Aratinga la plus fréquente en captivité. Jusqu'en 1971, elle était encore méconnue en Europe, mais depuis, elle est élevée et reproduite avec succès. En captivité il existe deux mutations, la plus commune est la conure soleil facteur rouge et la plus rare est la conure soleil mutation jaune (panaché). La conure soleil "mutation jaune" a un plumage entièrement jaune avec une nuance d'orangé dans la figure et le ventre. Son bec est nuancé de blanc et ses pattes sont blanches.

### Zoo
- Le Parc zoologique de Paris détient quelques spécimens en semi-liberté dans la grande serre tropicale.

- Le Parc Pairi Daiza détient 1 colonie de conures soleil dans le secteur des perroquets.
- Le parc des oiseaux de Villars-les-Dombes, en France, en détient aussi quelques spécimens
- Le Zoo Parc de la Réunion possède quelques spécimens et travail avec eux pour les présenter en spectacle de vol libre.
- Le parc animalier de Parrots World, à Crécy la chapelle, possède quelques spécimens et a pour but de les reproduire.
- Le parc animalier des Pyrénées à Argelès-Gazost a aussi une colonie.

## StatutIUCN
Cette espèce est considérée comme en "danger d’extinction" sur la liste rouge des espèces menacé IUCN car il semble subsister qu'une très petite population dans son milieu naturel. Déduit en déclin, principalement à cause de la pression des piégeages.

## Galerie

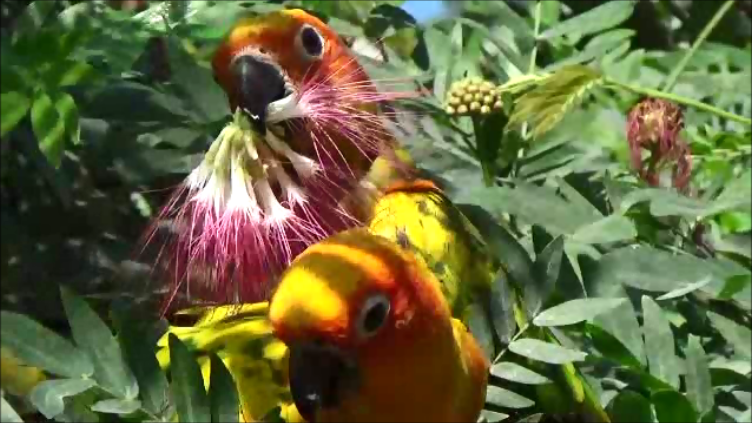
Aratinga solstitialis (Conure soleil) Parc Zoologique de Paris
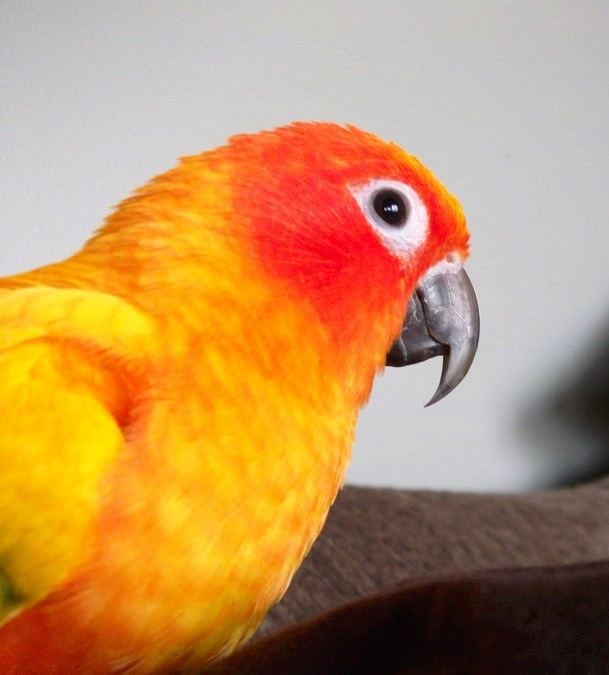
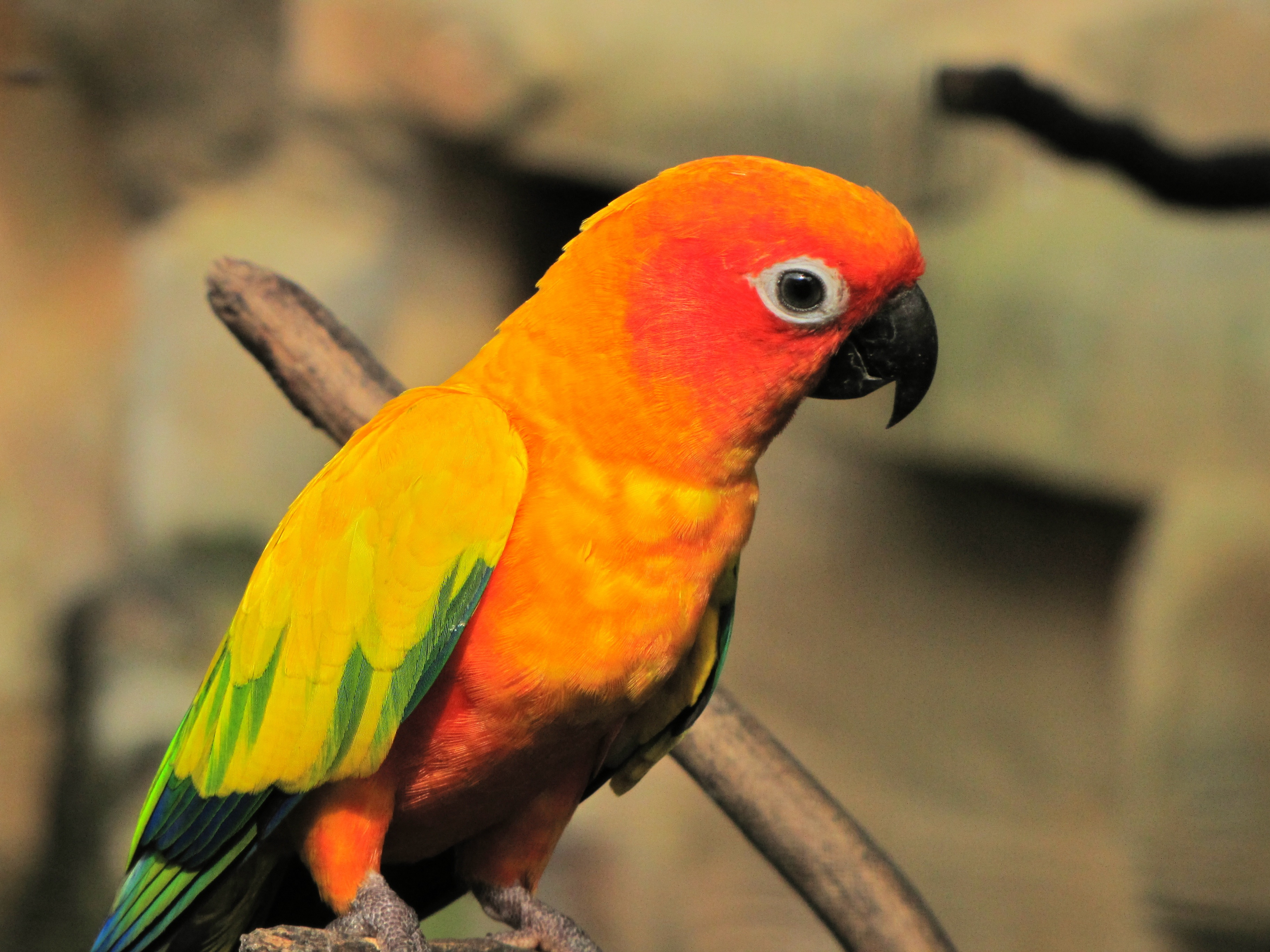
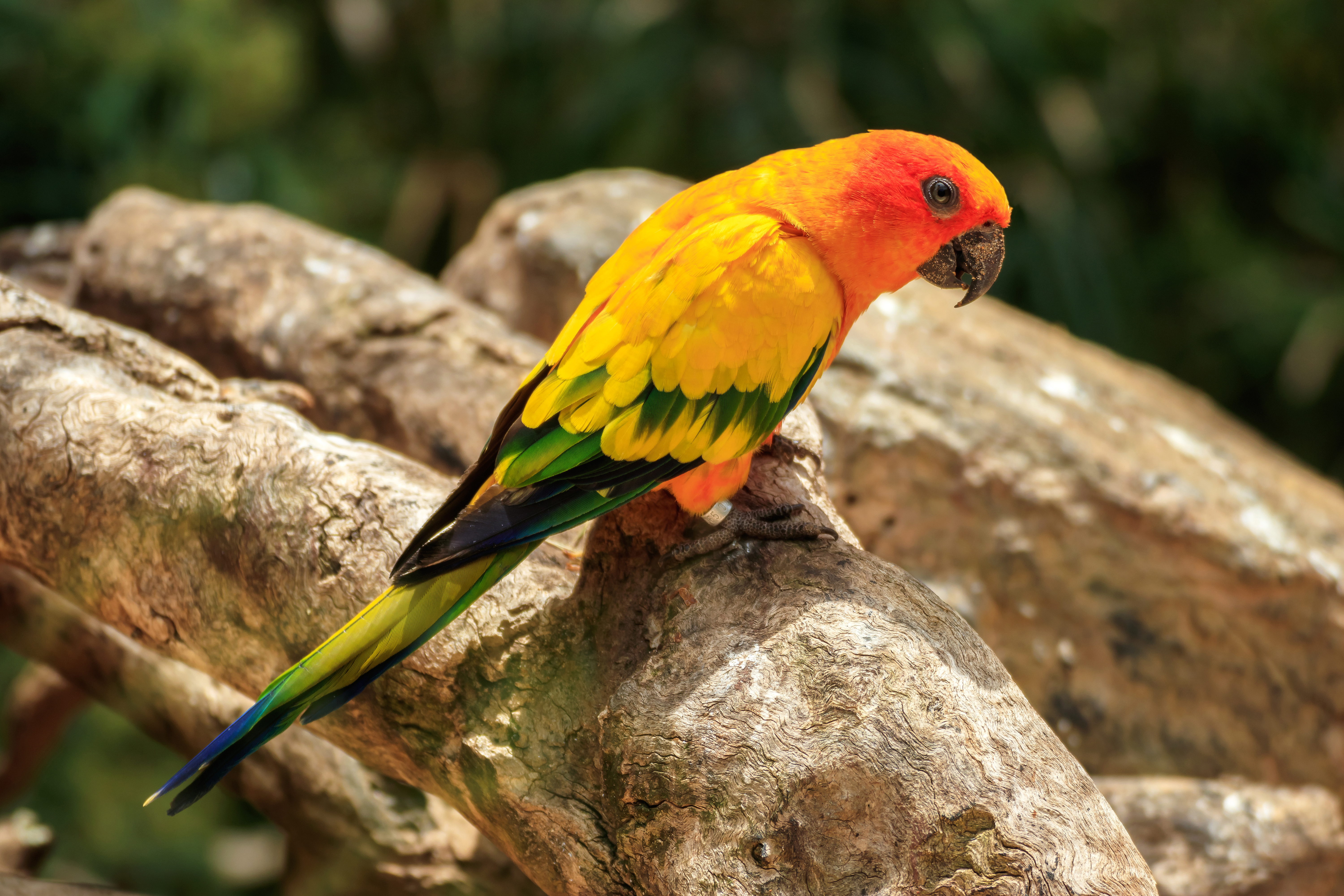
Un Conure soleil au Loro Parque, Canaries. Mai 2018.